# 1757.
◄ | 17. stoljeće | 18. stoljeće | 19. stoljeće | ►
◄ | 1720-ih | 1730-ih | 1740-ih | 1750-ih | 1760-ih | 1770-ih | 1780-ih | ►
◄◄ | ◄ | 1754. | 1755. | 1756. | 1757. | 1758. | 1759. | 1760. | ► | ►►
Arhitektura • Astronomija • Biologija • Glazba • Kazalište • Kemija • Kiparstvo • Knjige • Književnost • Kršćanstvo • Medicina • Politika • Pravo • Promet • Slikarstvo • Znanost

## Događaji
- 2. siječnja – Velika Britanija osvojila Kalkutu (Indija).

## Rođenja
- 4. siječnja – Tituš Brezovački, hrvatski književnik († 1805.)
- 28. studenog – William Blake, engleski književnik, slikar i grafičar († 1827.)

## Smrti
- 28. kolovoza – David Hartley, engleski filozof (* 1705.)
- 30. listopada – Osman III., turski sultan (* 1699.)

## Vanjske poveznice
|  | Zajednički poslužitelj ima još gradiva o temi 1757. |